# Famille Kendeffy
Kendeffy de Malomvíz (en hongrois : malomvízi Kendeffy család) est le patronyme d'une ancienne famille de la noblesse hongroise.

## Origines
D'origine obscure, elle joua un rôle important en Transylvanie. Une branche éteinte (1834) reçoit le titre de comte de l'impératrice Marie-Thérèse en 1762. Une autre branche, qui assiste au couronnement du roi Charles IV, reçoit à nouveau ce titre en 1916.

## Membres notables
- János Kendeffy (fl. 1550) est envoyé par Giorgio Martinuzzi combattre les valaques qui menacent les frontières transylvaines.
- Mihály, Gábor et István Kendeffy sont tués en 1603 avec leur chef, le prince Moïse Székely, face à Giorgio Basta lors de la bataille de Brassó (en).
- Elek Kendeffy (1740-1783), főispán de Hunyad puis conseiller du gouverneur de Transylvanie.
- comte Ádám Kendeffy (hu) (1795-1834), homme politique libéral transylvain, athlète. Dernier membre de la branche comtale.
- comtesse Katinka Kendeffy (en) (1830–1896), épouse du comte Gyula Andrássy, maréchale (udvarmesternő) et amie intime de la reine Sissi.

## Liens, sources
- Iván Nagy: Magyarország családai, Pest, 1857-1868